# 深山卓也
深山 卓也 （みやま たくや、1954年9月2日 - ） は、日本の元裁判官。元最高裁判所判事。東京都出身。

## 来歴
練馬区立大泉南小学校、練馬区立大泉第二中学校、東京都立富士高等学校を経て、1979年に東京大学法学部卒業。
1980年に司法修習生。1982年に判事補任官。1992年那覇地方裁判所判事。1994年東京地方裁判所判事。1996年法務省に出向し民事局参事官。2001年法務省大臣官房参事官。2002年法務省民事局民事法制管理官。2003年法務省大臣官房審議官心得。2004年法務省大臣官房審議官。2008年法務省大臣官房司法法制部長。2010年東京高等裁判所判事。2011年東京地方裁判所判事部総括。2012年法務省民事局長。2015年東京高等裁判所判事部総括。2016年さいたま地方裁判所長。2017年東京高等裁判所長官。民事畑が長く、法務省民事局長時代には債権法改正の取りまとめを担った。
2018年1月9日に最高裁判所判事に就任。就任に当たっては、「（法務省勤務が長く、）法律を見る視点が豊富になった。法律を作る側の経験を生かしたい」「個々の事案で適正、妥当な解決は何なのかを探求したい」と述べた。2021年10月31日の最高裁判所裁判官国民審査において、罷免を可とする票4,473,315票、罷免を可とする率7.82%で信任。同時に審査された11判事のうち罷免を可とする票の数が最多であった。
2024年9月、定年退官。同年11月、弁護士登録（第一東京弁護士会）し、TMI総合法律事務所に顧問弁護士として入所。
小・中学校の1年後輩に、同じく最高裁判事の宇賀克也がいる。

## 主な判決
- 1979年に起こった大崎事件について、再審開始を認めた鹿児島地裁と福岡高裁宮崎支部の決定を取り消し、再審請求を棄却した。（最決令和1・6・25）[8][9]

- 一審の無罪判決を控訴審が逆転有罪とするには、必ず証拠調べをしなければならないとする1956年の最高裁判例は、被告の権利・利益の保護を図ってきたものであり、変更する必要がないとした。（最判令和2・10・13）[10]

- 漫画家・美術家のろくでなし子が自身の女性器の3Dデータを支援者に配布した行為は、「女性器を表現したわいせつなデータの配布自体が目的」であり、わいせつ電磁的記録頒布罪が成立し有罪（罰金40万円）とした。（最判令和2・7・16）[11]

- 元交際相手の自動車にGPS機器を取り付け動静を把握した行為は、ストーカー規制法2条1項の「住居等の付近において見張り」をする行為に含まれないとした。（最判令和2・7・30）[12]

- 契約社員に扶養手当や年末年始勤務手当を支払わないことが改正前労働契約法20条の禁じる「有期雇用による不合理な格差」に当たるとした（最判令和2・10・15）。[13][14][15]